# Pallavolo Pinerolo 2024-2025
Questa voce raccoglie le informazioni riguardanti la Pallavolo Pinerolo nelle competizioni ufficiali della stagione 2024-2025.

## Stagione
Nella stagione 2024-25 la Pallavolo Pinerolo assume la denominazione sponsorizzata di Wash4green Pinerolo.
Partecipa per la terza volta alla Serie A1; chiude la regular season di campionato al nono posto in classifica, qualificandosi per i play-off Challenge Cup, dove viene eliminata nelle semifinali dalla Megavolley.

## Organigramma societario
Area direttiva
- Presidente: Claudio Prina
- Team manager: Marco Rigato

Area tecnica
- Allenatore: Michele Marchiaro
- Allenatore in seconda: Alberto Naddeo
- Assistente allenatore: Gilbertas Kerpe
- Scout man: Gustavo Gallotti

Area comunicazione
- Addetto stampa: Daniela Chiavassa

Area sanitaria
- Fisioterapista: Virginia Pravato
- Preparatore atletico: Omar Capuzzo

## Rosa
| N° | Nome                  | Ruolo | Data di nascita  | Nazionalità sportiva |
| -- | --------------------- | ----- | ---------------- | -------------------- |
| 1  | Indre Sorokaite       | S     | 2 luglio 1988    | Italia               |
| 2  | Francesca Cosi        | C     | 27 marzo 2000    | Italia               |
| 3  | Carlotta Cambi        | P     | 28 maggio 1996   | Italia               |
| 4  | Giada Di Mario        | L     | 4 settembre 2004 | Italia               |
| 7  | Amandha Sylves        | C     | 29 dicembre 2000 | Francia              |
| 8  | Silvia Bussoli        | S     | 22 novembre 1993 | Italia               |
| 9  | Sofia D'Odorico       | S     | 6 gennaio 1997   | Italia               |
| 10 | Ilenia Moro           | L     | 5 febbraio 1999  | Italia               |
| 12 | Martina Bracchi       | S     | 25 aprile 2002   | Italia               |
| 14 | Léandra Olinga-Andela | C     | 12 agosto 1997   | Camerun              |
| 15 | Shea Rubright         | C     | 9 gennaio 2001   | Stati Uniti          |
| 17 | Malwina Smarzek       | O     | 3 giugno 1996    | Polonia              |
| 18 | Yasmina Akrari        | C     | 31 agosto 1993   | Italia               |
| 23 | Elena Perinelli       | S     | 27 giugno 1995   | Italia               |
| 24 | Thalía Moreno         | O     | 10 aprile 2002   | Cuba                 |
| 28 | Giorgia Avenia        | P     | 4 aprile 1994    | Italia               |

## Mercato
| Acquisti                               | Acquisti              | Acquisti             | Acquisti   |
| R.                                     | Nome                  | da                   | Modalità   |
| -------------------------------------- | --------------------- | -------------------- | ---------- |
| P                                      | Giorgia Avenia        | Casalmaggiore        | definitivo |
| S                                      | Martina Bracchi       | UYBA                 | definitivo |
| O                                      | Thalía Moreno         | Prōtathlītōn Peukōn  | definitivo |
| C                                      | Léandra Olinga-Andela | Īlysiakos            | definitivo |
| S                                      | Elena Perinelli       | Casalmaggiore        | definitivo |
| O                                      | Malwina Smarzek       | Casalmaggiore        | definitivo |
| S                                      | Indre Sorokaite       | Jakarta Elektrik PLN | definitivo |
| C                                      | Amandha Sylves        | Cuneo Granda         | definitivo |
| Trasferimenti nel corso della stagione |                       |                      |            |
| C                                      | Shea Rubright         | San Diego State      | definitivo |

| Cessioni                               | Cessioni                | Cessioni             | Cessioni   |
| R.                                     | Nome                    | a                    | Modalità   |
| -------------------------------------- | ----------------------- | -------------------- | ---------- |
| S                                      | Adelina Budăi-Ungureanu | Black Angels Perugia | definitivo |
| P                                      | Letizia Camera          | -                    | ritirata   |
| S                                      | Chiara Mason            | Sant'Anna            | definitivo |
| O                                      | Anett Németh            | Black Angels Perugia | definitivo |
| C                                      | Tessa Polder            | Cuneo Granda         | definitivo |
| O                                      | Maja Storck             | Megavolley           | definitivo |
| Trasferimenti nel corso della stagione |                         |                      |            |
| C                                      | Léandra Olinga-Andela   | -                    | svincolata |
| S                                      | Elena Perinelli         | Aras Kargo           | definitivo |

## Risultati

### Serie A1

#### Girone di andata
| 1ª giornata - 6 ottobre 2024 Palazzetto dello Sport, Villafranca Piemonte    | Pinerolo   | 1 - 3 | Pro Victoria         | 40-38, 20-25, 21-25, 20-25        |
| 2ª giornata - 13 ottobre 2024 PalaTerdoppio, Novara                          | AGIL       | 3 - 0 | Pinerolo             | 25-23, 25-22, 25-21               |
| 3ª giornata - 19 ottobre 2024 Palazzetto dello Sport, Villafranca Piemonte   | Pinerolo   | 3 - 1 | Cuneo Granda         | 25-23, 19-25, 25-18, 25-23        |
| 4ª giornata - 26 ottobre 2024 PalaWanny, Firenze                             | Firenze    | 3 - 0 | Pinerolo             | 25-23, 25-17, 25-22               |
| 5ª giornata - 29 ottobre 2024 Palazzetto dello Sport, Villafranca Piemonte   | Pinerolo   | 3 - 1 | Black Angels Perugia | 25-19, 25-20, 23-25, 25-18        |
| 6ª giornata - 3 novembre 2024 PalaPiantanida, Busto Arsizio                  | UYBA       | 3 - 2 | Pinerolo             | 22-25, 29-27, 25-13, 20-25, 15-8  |
| 7ª giornata - 10 novembre 2024 Palazzetto dello Sport, Villafranca Piemonte  | Pinerolo   | 3 - 0 | Talmassons           | 26-24, 25-18, 25-20               |
| 8ª giornata - 17 novembre 2024 PalaVerde, Villorba                           | Imoco      | 3 - 0 | Pinerolo             | 25-21, 25-15, 25-14               |
| 9ª giornata - 24 novembre 2024 Palazzetto dello Sport, Villafranca Piemonte  | Pinerolo   | 0 - 3 | Bergamo 1991         | 17-25, 23-25, 20-25               |
| 10ª giornata - 1º dicembre 2024 PalaCampanara, Pesaro                        | Megavolley | 2 - 3 | Pinerolo             | 20-25, 23-25, 25-22, 25-20, 20-22 |
| 11ª giornata - 4 dicembre 2024 Palazzetto dello Sport, Villafranca Piemonte  | Pinerolo   | 1 - 3 | Savino Del Bene      | 25-21, 23-25, 23-25, 25-27        |
| 12ª giornata - 8 dicembre 2024 PalaMaddalene, Chieri                         | Chieri '76 | 3 - 0 | Pinerolo             | 25-6, 25-21, 25-23                |
| 13ª giornata - 15 dicembre 2024 Palazzetto dello Sport, Villafranca Piemonte | Pinerolo   | 3 - 0 | Roma Club            | 25-15, 25-23, 25-18               |

#### Girone di ritorno
| 14ª giornata - 29 gennaio 2025 Palalido, Milano                              | Pro Victoria         | 3 - 1 | Pinerolo   | 24-26, 25-20, 25-19, 25-17 |
| 15ª giornata - 26 dicembre 2024 Palazzetto dello Sport, Villafranca Piemonte | Pinerolo             | 1 - 3 | AGIL       | 29-27, 19-25, 18-25, 23-25 |
| 16ª giornata - 5 gennaio 2025 PalaCastagnaretta, Cuneo                       | Cuneo Granda         | 3 - 0 | Pinerolo   | 25-12, 26-24, 25-19        |
| 17ª giornata - 12 gennaio 2025 Palazzetto dello Sport, Villafranca Piemonte  | Pinerolo             | 3 - 0 | Firenze    | 25-21, 25-18, 25-22        |
| 18ª giornata - 15 gennaio 2025 PalaEvangelisti, Perugia                      | Black Angels Perugia | 1 - 3 | Pinerolo   | 26-28, 25-23, 17-25, 15-25 |
| 19ª giornata - 19 gennaio 2025 Palazzetto dello Sport, Villafranca Piemonte  | Pinerolo             | 1 - 3 | UYBA       | 19-25, 25-22, 17-25, 20-25 |
| 20ª giornata - 25 gennaio 2025 Palazzetto dello Sport, Latisana              | Talmassons           | 3 - 0 | Pinerolo   | 25-13, 29-27, 25-21        |
| 21ª giornata - 2 febbraio 2025 Palazzetto dello Sport, Villafranca Piemonte  | Pinerolo             | 0 - 3 | Imoco      | 17-25, 10-25, 14-25        |
| 22ª giornata - 12 febbraio 2025 PalaFacchetti, Treviglio                     | Bergamo 1991         | 1 - 3 | Pinerolo   | 24-26, 25-16, 23-25, 24-26 |
| 23ª giornata - 16 febbraio 2025 Palazzetto dello Sport, Villafranca Piemonte | Pinerolo             | 3 - 1 | Megavolley | 25-17, 19-25, 25-17, 25-14 |
| 24ª giornata - 23 febbraio 2025 PalaWanny, Firenze                           | Savino Del Bene      | 3 - 1 | Pinerolo   | 25-16, 19-25, 25-22, 32-30 |
| 25ª giornata - 26 febbraio 2025 Palazzetto dello Sport, Villafranca Piemonte | Pinerolo             | 3 - 1 | Chieri '76 | 25-20, 25-18, 26-28, 25-16 |
| 26ª giornata - 1º marzo 2025 Palazzetto dello Sport, Roma                    | Roma Club            | 1 - 3 | Pinerolo   | 18-25, 22-25, 25-15, 21-25 |

#### Play-off Challenge Cup
| Secondo turno (andata) - 23 marzo 2025 Palazzetto dello Sport, Villafranca Piemonte | Pinerolo   | 3 - 2 | UYBA     | 21-25, 25-17, 19-25, 25-19, 15-7  |
| Secondo turno (ritorno) - 30 marzo 2025 PalaPiantanida, Busto Arsizio               | UYBA       | 2 - 3 | Pinerolo | 22-25, 25-19, 19-25, 25-18, 14-16 |
| Semifinali - 2 aprile 2025 PalaCampanara, Pesaro                                    | Megavolley | 3 - 0 | Pinerolo | 25-22, 25-14, 25-12               |

## Statistiche

### Statistiche di squadra
| Competizione | Punti | In casa | In casa | In casa | In trasferta | In trasferta | In trasferta | Totale | Totale | Totale |
| Competizione | Punti | G       | V       | P       | G            | V            | P            | G      | V      | P      |
| ------------ | ----- | ------- | ------- | ------- | ------------ | ------------ | ------------ | ------ | ------ | ------ |
| Serie A1     | 33    | 14      | 8       | 6       | 15           | 5            | 10           | 29     | 13     | 16     |
| Totale       | -     | 14      | 8       | 6       | 15           | 5            | 10           | 29     | 13     | 16     |

G = partite giocate; V = partite vinte; P = partite perse

### Statistiche dei giocatori
| Giocatore        | Serie A1 | Serie A1 | Serie A1 | Serie A1 | Serie A1 | Totale | Totale | Totale | Totale | Totale |
| Giocatore        | P        | PT       | AV       | MV       | BV       | P      | PT     | AV     | MV     | BV     |
| ---------------- | -------- | -------- | -------- | -------- | -------- | ------ | ------ | ------ | ------ | ------ |
| Y. Akrari        | 25       | 209      | 156      | 40       | 13       | 25     | 209    | 156    | 40     | 13     |
| G. Avenia        | 25       | 19       | 11       | 4        | 4        | 25     | 19     | 11     | 4      | 4      |
| M. Bracchi       | 26       | 135      | 112      | 13       | 10       | 26     | 135    | 112    | 13     | 10     |
| S. Bussoli       | 4        | 0        | 0        | 0        | 0        | 4      | 0      | 0      | 0      | 0      |
| C. Cambi         | 28       | 69       | 41       | 11       | 17       | 28     | 69     | 41     | 11     | 17     |
| F. Cosi          | 12       | 42       | 18       | 19       | 5        | 12     | 42     | 18     | 19     | 5      |
| S. D'Odorico     | 20       | 100      | 82       | 6        | 12       | 20     | 100    | 82     | 6      | 12     |
| G. Di Mario      | 10       | 0        | 0        | 0        | 0        | 10     | 0      | 0      | 0      | 0      |
| T. Moreno        | 26       | 49       | 38       | 10       | 1        | 26     | 49     | 38     | 10     | 1      |
| I. Moro          | 24       | 1        | 0        | 0        | 1        | 24     | 1      | 0      | 0      | 1      |
| L. Olinga-Andela | 8        | 17       | 13       | 3        | 1        | 8      | 17     | 13     | 3      | 1      |
| E. Perinelli     | 23       | 167      | 156      | 4        | 7        | 23     | 167    | 156    | 4      | 7      |
| S. Rubright      | 3        | 4        | 4        | 0        | 0        | 3      | 4      | 4      | 0      | 0      |
| M. Smarzek       | 28       | 455      | 397      | 39       | 19       | 28     | 455    | 397    | 39     | 19     |
| I. Sorokaite     | 28       | 320      | 274      | 17       | 29       | 28     | 320    | 274    | 17     | 29     |
| A. Sylves        | 27       | 198      | 132      | 56       | 10       | 27     | 198    | 132    | 56     | 10     |

P = presenze; PT = punti totali; AV = attacchi vincenti; MV = muri vincenti; BV = battute vincenti